# فيكتوريا يونايتد
نادي فيكتوريا يونايتد لكرة القدم، المعروف أيضًا باسم أوبوبو، هو نادي كرة قدم كاميروني مقره في ليمبي ويلعب في بطولة الكاميرون لكرة القدم.

## تاريخ
تأسس نادي فيكتوريا يونايتد لكرة القدم في عام 2002. هبط النادي من دوري الدرجة الأولى الكاميروني في 2004، وعاد إليه في عام 2023 بعد فوزه ببطولة الكاميرون لكرة القدم 2022-2023، كما فاز النادي بالبطولة الإقليمية للجنوب الغربي في عام 2021.
منذ مارس 2024، مدربه هو البلغاري ديميتار بانتيف.
فاز النادي بأول لقب للبطولة الكاميرونية في عام 2024.

## الملعب
ملعبه هو ملعب ليمبي.

## الألقاب
- بطولة الكاميرون ( 1 ) :
  - بطل : 2024

- بطولة الكاميرون للدرجة الثانية
  - الفائز : 2023